# Charcos de Figueroa
Charcos de Figueroa är en ort i Mexiko.   Den ligger i kommunen Ocampo och delstaten Coahuila, i den centrala delen av landet, 1 000 km norr om huvudstaden Mexico City. Charcos de Figueroa ligger 1 237 meter över havet och antalet invånare är 180.
Terrängen runt Charcos de Figueroa är platt åt sydväst, men åt nordost är den kuperad.  Trakten runt Charcos de Figueroa är nära nog obefolkad, med mindre än två invånare per kvadratkilometer. Det finns inga andra samhällen i närheten. Omgivningarna runt Charcos de Figueroa är i huvudsak ett öppet busklandskap.